# Targi Wschodnie
Targi Wschodnie – coroczna lwowska wystawa przemysłu polskiego i zagranicznego w latach 1921–1939, której celem było uczynienie ze Lwowa ogniska handlu Polski z krajami wschodnimi, w szczególności Rumunią i ZSRR.

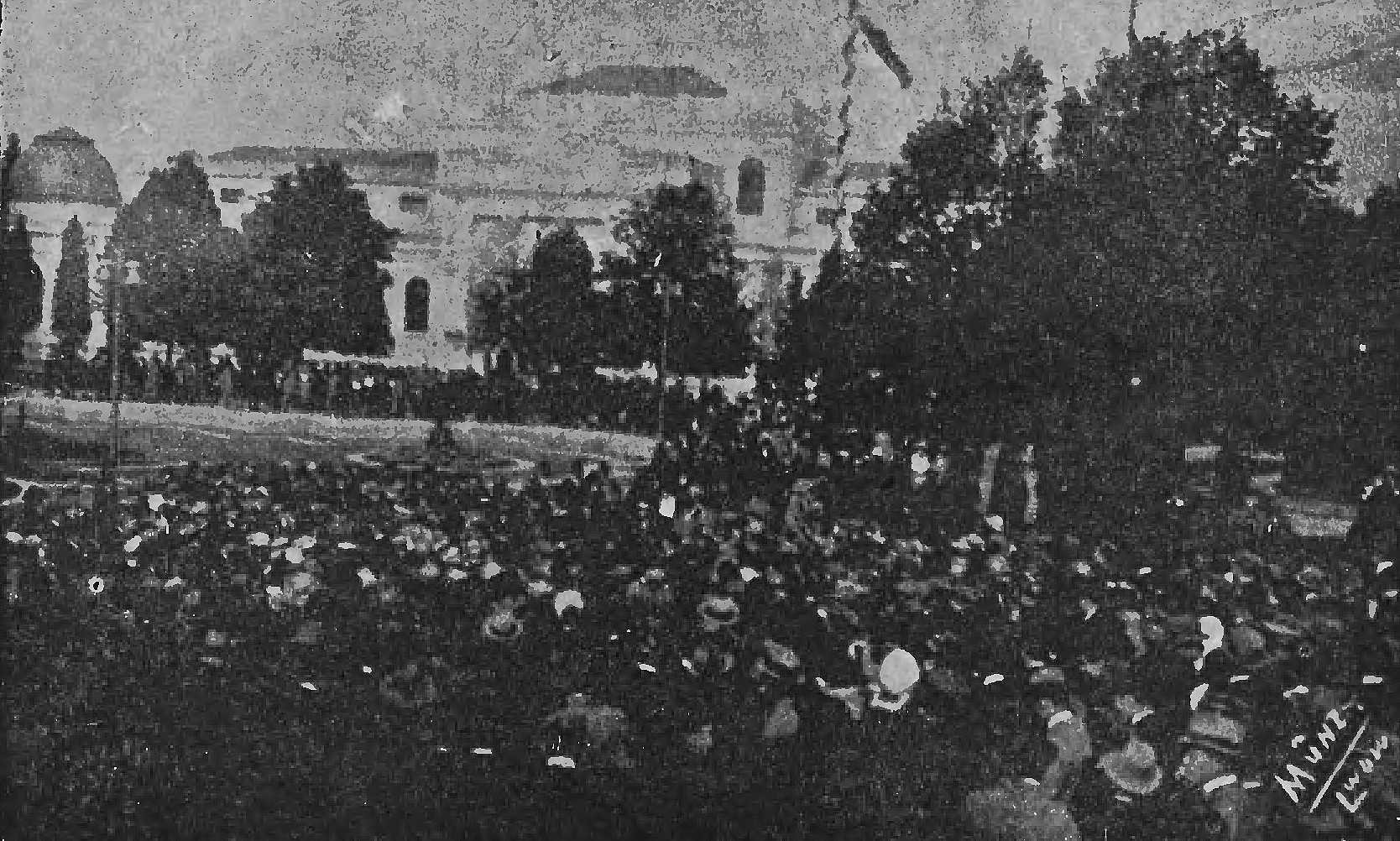
Otwarcie Targów Wschodnich we Lwowie 25 września 1921

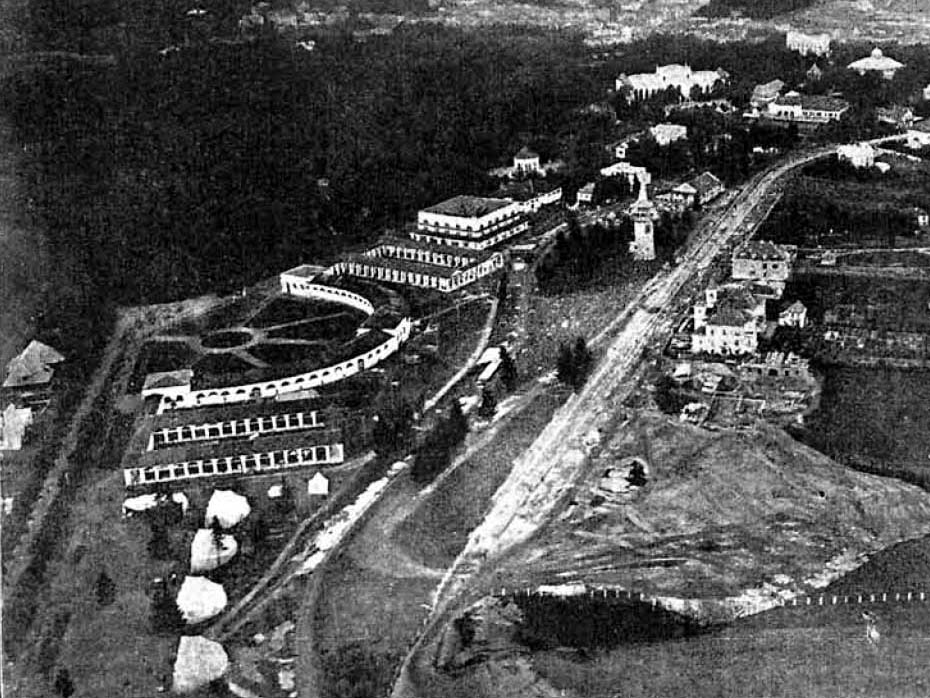
Budowa pawilonów wystawowych, Lwów, lata dwudzieste XX w.

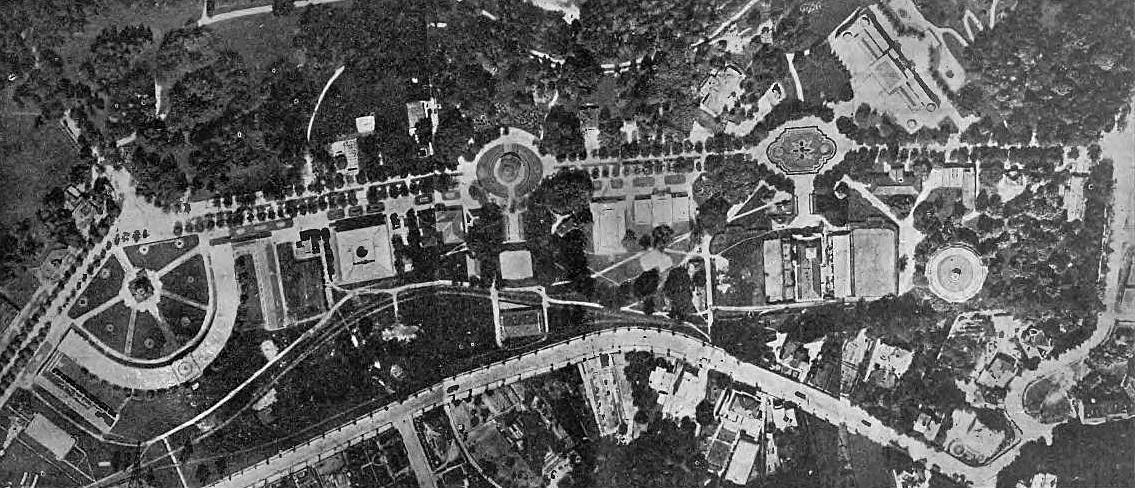
Targi Wschodnie, zdjęcie lotnicze wykonane z samolotu PLL LOT (lata 30 XX w.).

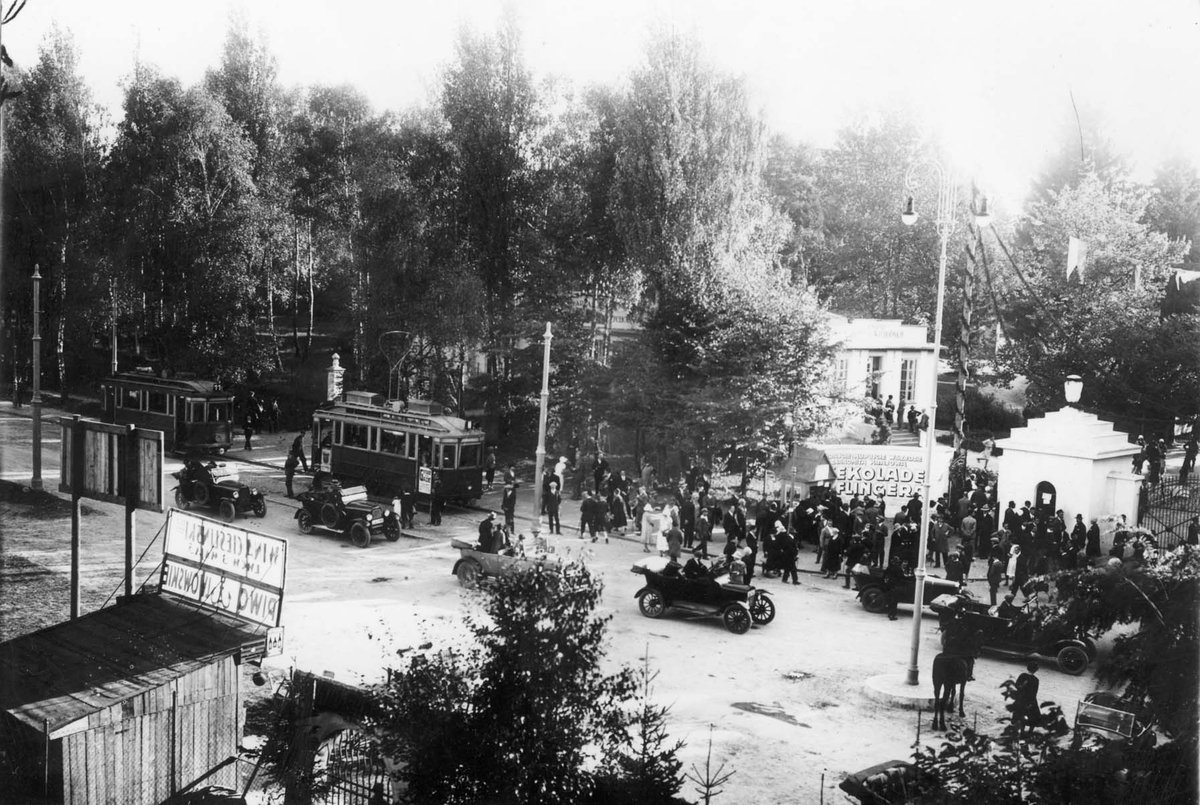
Wejście główne na teren Targów, Lwów, lata trzydzieste XX w.

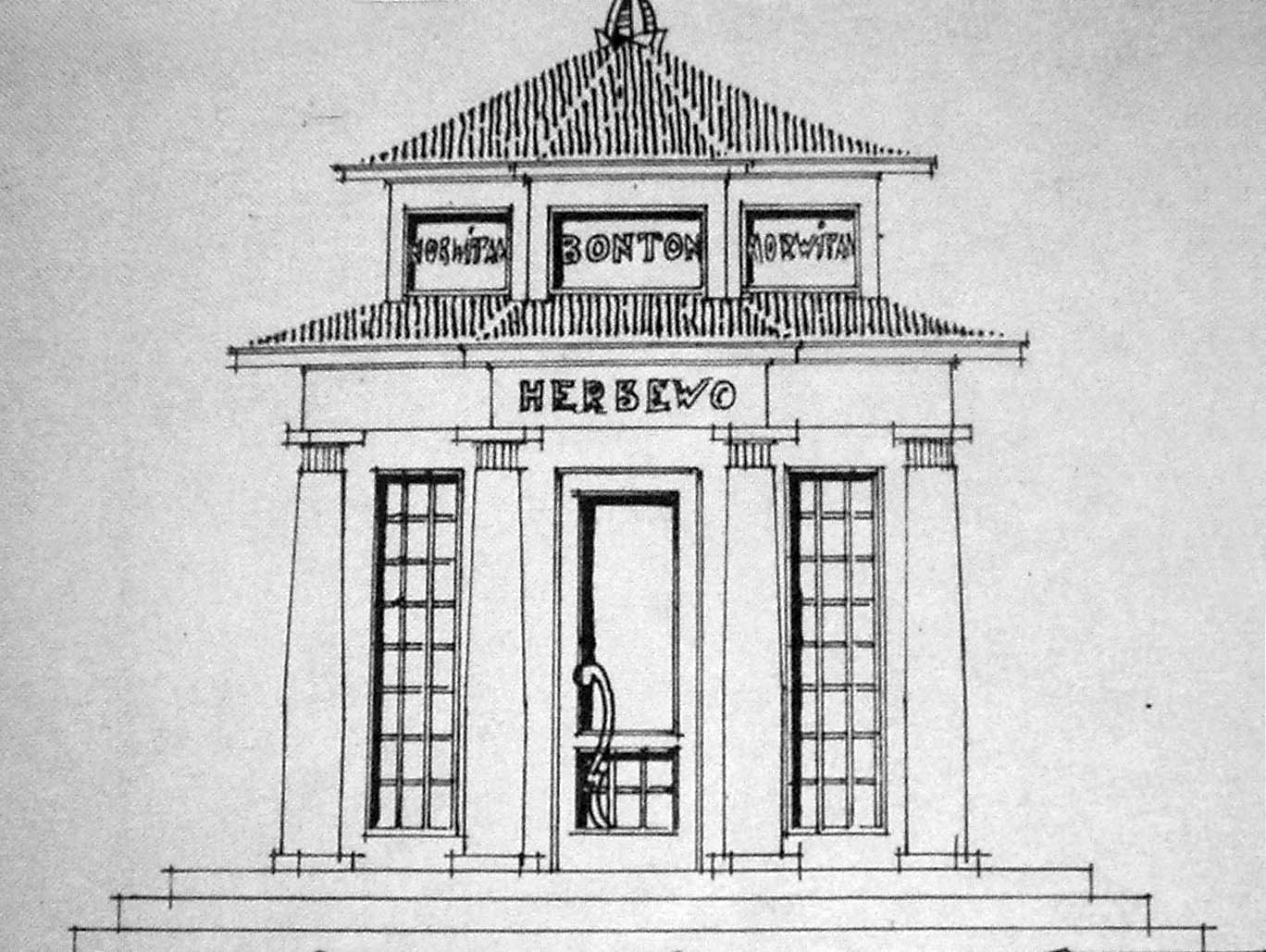
Projekt Kiosku „Herbewo” (arch. Jan Noworyta)

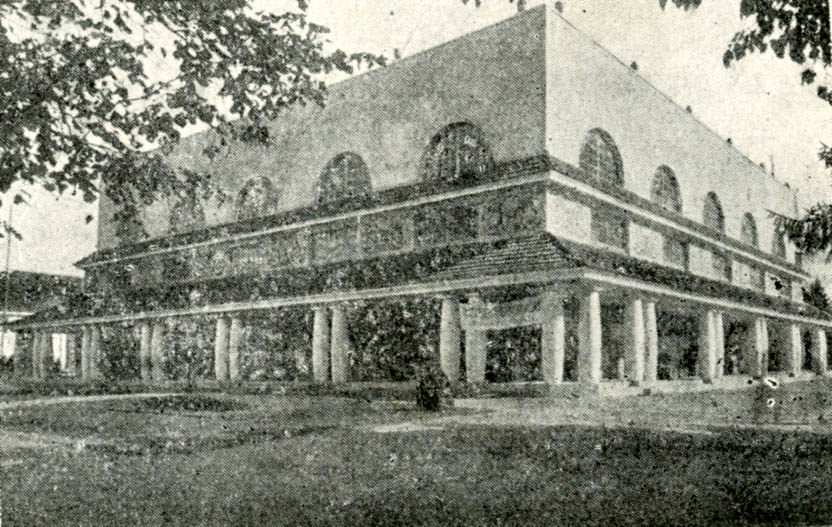
Pawilon „Nafta”

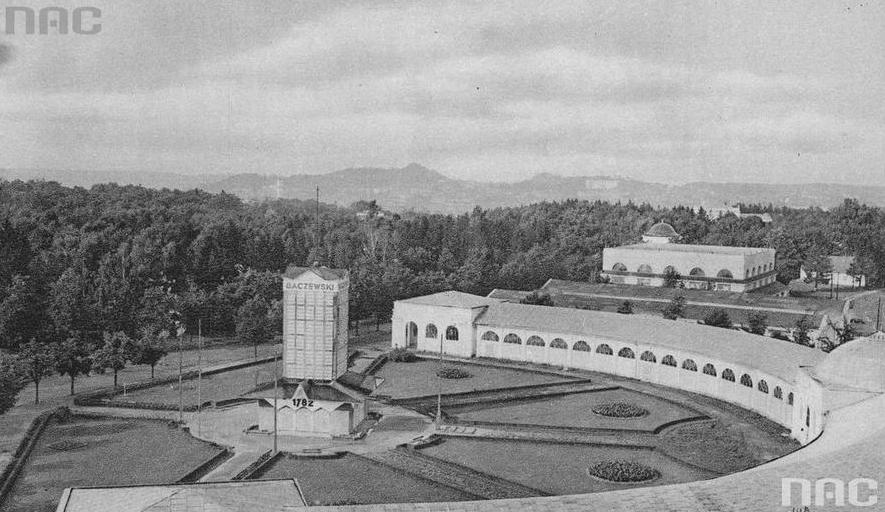
Wieża Baczewskiego na terenie Targów Wschodnich

Impreza targowa, tradycyjnie odbywająca się we wrześniu, w roku 1939 otwarta 2 września, trwała krócej niż zazwyczaj (około tygodnia) z powodu wybuchu II wojny światowej.

## Historia
Wybór Lwowa na organizację Targów Wschodnich nie był przypadkowy, tu w 1894 odbyła się w Powszechna Wystawa Krajowa, a w 1916 Wystawa Wojskowa. Po odzyskaniu przez Polskę niepodległości ważne było ożywienie handlowe i nawiązanie współpracy gospodarczej z innymi krajami. Pod egidą Ministerstwa Przemysłu i Handlu oraz Ministerstwa Spraw Zagranicznych postanowiono zorganizować imprezę wystawienniczą, która umożliwiłaby prezentację dorobku przemysłowego i produkcyjnego państw europejskich. Lwów dysponował terenami pozostałymi po poprzednich imprezach, które nadawały się do zorganizowania tego typu wydarzenia, ponadto w ten sposób zaakcentowano by polskość tego miasta. Tereny wystawiennicze posiadały obszar 220 tysięcy metrów kwadratowych, własną bocznicę kolejową od stacji na Persenkówce, a także układ drogowy łączący je z centrum miasta. Do budowy pierwszych pawilonów użyto materiałów niskiej jakości, ale cykliczność imprezy sprawiła, że szybko zastąpiono je trwałymi budynkami zaprojektowanymi przez znakomitych architektów. Do terenów targów doprowadzono sieć elektryczną, sieć gazowa, wodociąg, sieć telefoniczną, a także linię tramwajową. Otwarcie Targów z udziałem Naczelnika Państwa Józefa Piłsudskiego nastąpiło 25 września 1921 roku. Targi cieszyły się zainteresowaniem, choć kryzys gospodarczy pierwszej połowy lat 30. zmniejszył liczbę wystawców. Najlepszym rokiem pod względem liczby wystawców był 1922, najgorszym zaś 1933.
W ramach Targów we wrześniu 1926 została zorganizowana pierwsza ogólnopolska Wystawa Budowlana we Lwowie (w jej komitecie zasiedli prezydent miasta Józef Neumann, wiceprezydent Leonard Stahl, wiceprezes Izby Przemysłowo-Handlowej Jan Rucker).
W 1930 prezydent Ignacy Mościcki, „za zasługi na polu organizacji i rozwoju Targów Wschodnich we Lwowie”, nadał Złote Krzyże Zasługi osobom związanym z rozwojem Targów.

## Zabudowa Targów Wschodnich
Eksponaty były wystawiane w pawilonach zbudowanych we wschodniej części Parku Stryjskiego według projektów najlepszych lwowskich architektów. Do najwybitniejszych projektów należały:
- pałac sztuki,
- pawilon centralny (arch. Jan Bagieński, Tadeusz Blada, Bronisław Wiktor, Tadeusz Stanisław Wróbel),
- pałac Targów Wschodnich (arch. Eugeniusz Czerwiński, Alfred Zachariewicz),
- pawilon rolniczy (arch. Jan Noworyta),
- pawilon Towarzystwa ETA (arch. Jan Doliński),
- pawilon „Nafta” (arch. Eugeniusz Czerwiński),
- pawilon-rotunda „Scarotti” (arch. Tadeusz Stanisław Wróbel),
- pawilon browaru Okocim (arch. Jan Noworyta),
- pawilon banku PKO (arch. M. Kosaczewski),
- pawilon firmy J.A. Baczewski (prowadzoną przez Stefana Baczewskiego), razem z wieżą w kształcie karafki[5][6] (arch. Erwin Wieczorek),
- pawilon fabryki fajansu Pacyków (arch. Alfred Zachariewicz, Eugeniusz Czerwiński),
- pawilon „Herbewo” (arch. Jan Noworyta),
- pawilon „Rudki” (arch. Wawrzyniec Dayczak),
- pawilon projektów architektonicznych (arch. Zbigniew Rzepecki),
- pawilon „Polskiego Radia” (arch. Antoni Dygat).

## Incydenty polityczne
W 1921 w trakcie inauguracji targów doszło do zamachu na Józefa Piłsudskiego; zamachu dokonała Ukraińska Organizacja Wojskowa. W 1929 bojówkarze z Ukraińskiej Organizacji Wojskowej podjęli próbę wysadzenia w powietrze budynku dyrekcji Targów
. W nocy z 2-3 września 1930 roku bojówka Organizacji Ukraińskich Nacjonalistów (OUN) podpaliła sąsiadujące z Targami Wschodnimi trybuny stadionu Klubu Sportowego „Czarni” Lwów. W toku śledztwa oraz zabezpieczenia odkrytych materiałów, jak również aresztowań i przesłuchań policja ustaliła, że nacjonaliści ukraińscy planowali w ciągu najbliższych dni podpalenie obiektów Targów Wschodnich.